# Josefa Avinent
Josefa Avinent (nacida el Siglo XVII) fue una impresora valenciana.
Entró en el negocio de la imprenta al morir su primer marido, Benito Macé, en el año 1677. Trabajó hasta el año 1686, siempre haciendo referencia a su condición de viuda a los pies de imprenta. Como regente tuvo a Jaime Bordazar, hasta que se estableció por su cuenta. El año 1868 se casa en segundas nupcias con Feliciano Blasco. Murió en 1691, momento en que la imprenta pasa a denominarse Herederos de Benito Macé.